# Weinviertel
Weinviertel er et regionalt område i den nordøstlige del af den østrigske delstat Niederösterreich.  Mod nord grænser det til Tjekkiet, mod øst til Slovakiet langs Morava-floden, mod syd til Industrieviertel, Mostviertel og Wien samt mod vest til Waldviertel med Manhartsberg som grænse. Navnet kommer af den store vinproduktion i området.

## Geografi
Niederösterreich er inddelt i fire regioner, og udover Weinviertel er det Industrieviertel, Mostviertel og Waldviertel. Inddelingen har ingen administrativ eller politisk betydning. 
Weinviertel har et areal på 2.412 km²  og en befolkning på 123.554 pr. 2012.

### Distrikter
Weinviertel følger ikke helt de administrative grænser for distrikterne, men følgende distrikter ligger helt eller delvist i Weinviertel:
- Hollabrunn
- Mistelbach
- Korneuburg
- Gänserndorf
- Tull (delvist)
- Krems-Land (delvist)
- Horn (delvist)
- Wien-Umgebung

## Erhverv
Weinviertel er præget af landbrug og vinavl. Weinviertel er med ca. 15.800 ha Østrigs største vinområde. Udover landbrug  findes industri i form af næringsmidler, byggematerialer og kemikalier. Endvidere er der udvinding af olie og naturgas.